# Pueblo kultura
Pueblo Indijanci [iz španščine pueblo = vas; vaški Indijanci], je ime, ki se v etnologiji in vedi o ameriških staroselcih uporablja za označevanje različnih indijanskih skupin iz severnoameriškega jugozahoda, ki jih simbolizira precej enoten tip kulture – naselja pueblo iz adobe (nepečene opeke) in živijo od poljedelstva, predvsem gojenja koruze.
Pueblo bivališča so imela ali imajo še danes eno ali več nadstropij. V preteklosti so imela ta bivališča vhod od zgoraj, tako da se je vanje in iz njih lahko vstopalo in izstopalo le s pomočjo lesenih lestev, ki so se po uporabi potegnile za seboj. Razlog za to so bile roparske skupine Apačev, ki so velik del svojih vobrin pridobivale z ropanjem.
Puebli ne označujejo nobenega posebnega plemena ali plemenske skupine. Niso sorodni po ničemer, razen po svojem enotnem pueblo-tipu kulture.
Pripadali so več etnolingvističnim skupinam. To so:
a) Hopiji ali Moki iz rezervata Hopi v Arizoni, ki so danes z vseh strani obkroženi z Navaho Indijanci. Med njimi je najbolj znana slovesnost Snake Dance ali kačji ples. Hopi po svojem jeziku spadajo med šošonske, oz. numijske jezike;
b) Zuñi, nekoč klasificirani v danes nepriznano veliko družino uto-aztec-tanoan, se vodijo tudi kot izolirani jeziki (samostojna družina) ali pa se jih klasificira v penutsko skupino. Zuñi živijo v rezervatu Zuni v Novem Mehiki;
c) Tewa, Tiwa, Towa iz Jemez in Tano Indijanci pripadajo družini Tanoan ali Kiowa-Tanoan. Tudi oni danes živijo v Novem Mehiki, ena njihova skupina Hano pa živi s Hopi Indijanci v Arizoni;
d) Keres, so prav tako skupina sorodnih plemen, ki se jezikovno vodijo kot posebna družina. Nekoč so bili klasificirani v veliko (danes nepriznano) družino hokan-siouan.

## Klasifikacija Pueblo skupin
A. Hopiji Indijanci; šošonska, oz. numijska skupina skupina, družina uto-aztecan, Arizona. Puebli:
Walpi,
Sichomovi,
Mishongnovi,
Shipaulovi,
Shongopovi,
Oraibi.
B. Tanoan Indijanci. Plemena in puebli:
severni Tewa Indijanci:
Nambe, Tezuque ali Tesuque, San Ildefonso, San Juan, Santa Clara, Pojoaque (skoraj izginili), Hano.
južni Tewa:
Tano (praktično izginili). Po njih je družina tanoan dobila ime.
Tiwa Indijanci:
Isleta, Isleta del Sur (meksikanizirani), Sandia, Taos, Picuris.
Towa Indijanci:
Jemez, Pecos (izginili)
Piro Indijanci
Senecú, Senecú del Sur (meksikanizirani).
C. Zuñi Indijanci
D. Keres
a. vzhodni Keresi: San Felipe, Santa Ana, Zia ali Sia, Cochiti, Santo Domingo.
b. zahodni Keresi: Acoma, Laguna.